# 馬應圖
馬應圖（1548年—？），字心易，一字開文，號廓庵，浙江嘉興府平湖縣人，民籍，明朝政治人物。

## 生平
隆慶四年（1570年）庚午科浙江鄉試第二名，萬曆五年（1577年）丁丑科會試第二百七十六名，登三甲第二百二十一名進士。授行人司行人，歷官南京禮部精膳司郎中，十三年八月上疏请减轻内阁权利，疏劾科道齊世臣、龔懋賢等朋比徇私，并及首辅张居正，被降边方杂职，谪大同典史，丁父憂歸。数年不出，即家起長沙，量移封丘知縣，越月升刑部陕西司主事，告病归。在驷马桥租屋居住，依棲二十年，衣無完裳，粮不能供朝夕。妻子有羊癫疯，相敬以老，一無闲言。

## 家族
曾祖馬昇，曾任府知事；祖父馬珂，號鹅溪，曾任連山教諭；父馬師程，曾任恩例儒官。母黃氏；繼母沈氏。具慶下。弟馬泰圖。